# Heinz Dollinger
Heinz Dollinger (* 30. Juni 1929 in Ingolstadt; † 18. November 2011 in Gräfelfing) war ein deutscher Historiker und Professor an der Universität Münster.

## Leben
Heinz Dollinger wurde nach dem Studium der Geschichte 1963 an der Ludwig-Maximilians-Universität München bei Max Spindler mit einer Arbeit über die Finanzreformen von Maximilian I. von Bayern zum Dr. phil. promoviert. 1972 habilitierte er sich an der Universität Münster mit einer von Heinz Gollwitzer betreuten Schrift über europäische Monarchien. 1973 erfolgte die Ernennung zum außerplanmäßigen Professor am Historischen Seminar der Universität Münster. Von 1978 bis 1981 war Dollinger ein Prorektor der Universität Münster. 1993 wurde er emeritiert.
Die Lehr- und Forschungsschwerpunkte von Dollinger waren der schwierige Weg Deutschlands zu einem demokratischen Staat.
Dollinger war seit 1977 Ritter des Ritterordens vom Heiligen Grab zu Jerusalem.

## Schriften (Auswahl)
- (Hrsg.) Die Universität Münster. 1780–1980. Aschendorff, Münster 1980.
- Studien zur Finanzreform Maximilians I. von Bayern in den Jahren 1598–1618. Ein Beitrag zur Geschichte des Frühabsolutismus. Vandenhoeck u. Ruprecht, Göttingen 1968.
- Kurfürst Maximilian I. von Bayern und Justus Lipsius. Eine Studie zur Staatstheorie eines frühabsolutistischen Fürsten. München 1965.